# 扇村袋沢村
扇村袋沢村（おうぎむらふくろさわむら）は、東京都小笠原支庁管内にかつて存在した村である。

## 地理
現在の小笠原村父島の南部に位置する。

## 歴史

### 沿革
- 1940年（昭和15年）4月1日 - 父島への町村制の施行に伴い発足。
- 1943年（昭和18年） - 東京都制を施行。
- 1946年（昭和21年） - アメリカ合衆国軍の直接統治の下に置かれる。
- 1952年（昭和27年）4月28日 - サンフランシスコ講和条約により日本国政府の行政から分離され、扇村袋沢村廃止。アメリカ合衆国の施政権下に置かれ、引き続きアメリカ合衆国軍管理となる。これに伴い、各村役場は廃止され、役場の一般事務は東京都総務局行政部地方課分室で行われる。
- 1968年（昭和43年）6月26日 - アメリカ合衆国軍から返還、本土復帰すると同時に、小笠原支庁の全域をもって東京都小笠原村となる。

変遷表
| 1886年 以前 | 1886年 以前 | 明治29年   | 昭和15年 4月1日 | 昭和27年 4月28日                        | 昭和43年 6月26日  | 現在     |
| ----------- | ----------- | ---------- | --------------- | --------------------------------------- | ----------------- | -------- |
|             | 扇村        | 扇村袋沢村 | 扇村袋沢村      | サンフランシスコ講和条約 発効により廃止 | 本土復帰 小笠原村 | 小笠原村 |
|             | 袋沢村      | 扇村袋沢村 | 扇村袋沢村      | サンフランシスコ講和条約 発効により廃止 | 本土復帰 小笠原村 | 小笠原村 |

## 人口
総数 [単位： 人]
| 1937年（昭和12年） | 1,083 |